# Parque Nacional Snæfellsjökull

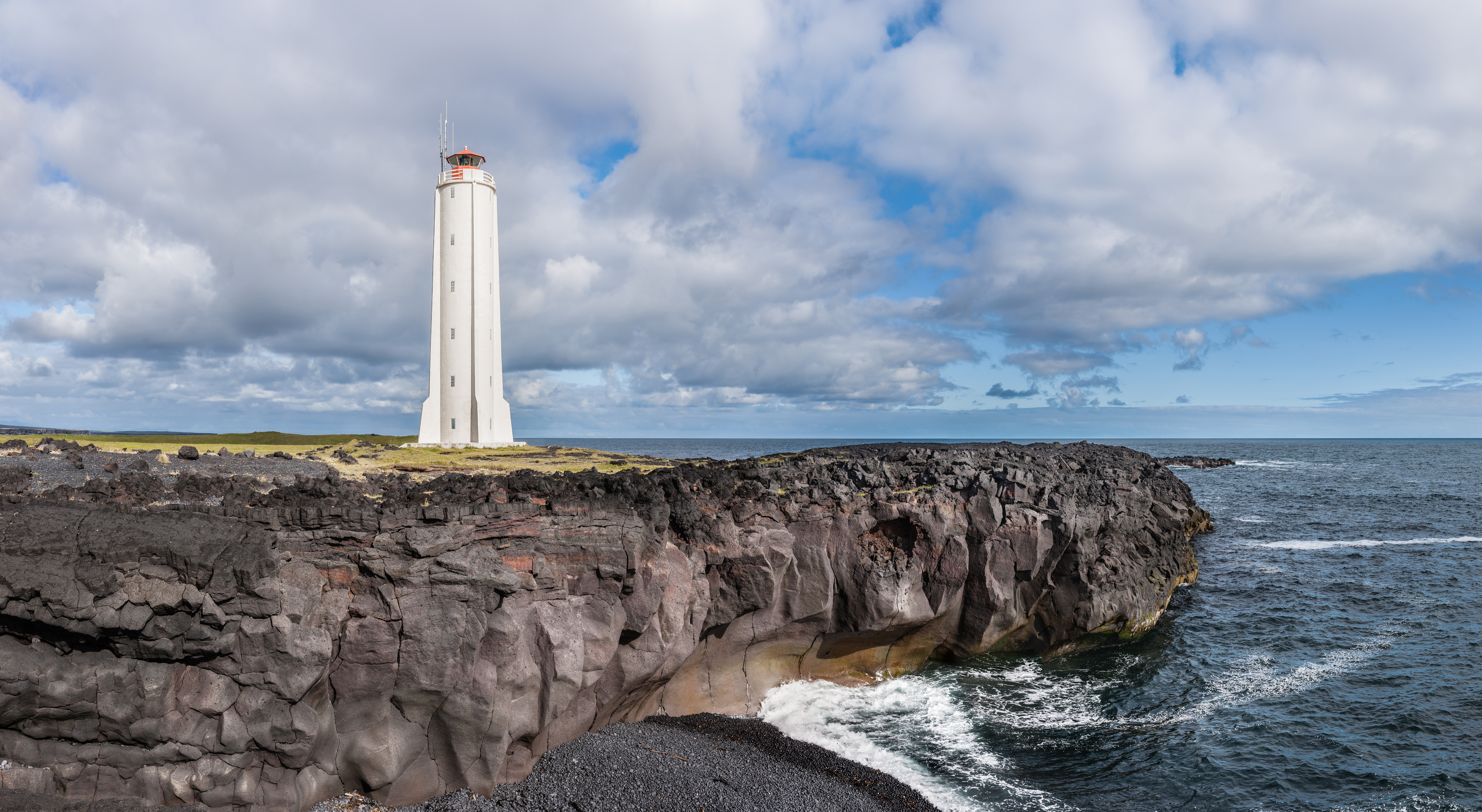
Farol de Malarrif na península de Snæfellsnes

O Parque Nacional Snæfellsjökull (islandês: Þjóðgarðurinn Snæfellsjökull) está localizado na península de Snæfellsnes, no Oeste da Islândia. Recebe esse nome devido ao glaciar (br: geleira) presente no parque, Snæfellsjökull, cobrindo o vulcão Snæfell.

 
O vulcão Snæfell teve a sua última erupção em 250 d.C.. É conhecido como Snæfellsjökull, sendo que a palavra 'Snæfell' (Montanha nevada) é combinada com 'jökull' (Glaciar), que é frequentemente adicionada para distinguir de outras montanhas do mesmo nome.